# Distretto di Mala
Il distretto di Mala è uno dei sedici distretti della provincia di Cañete, in Perù. Si trova nella regione di Lima e si estende su una superficie di 129,31 chilometri quadrati.
Istituito il 22 luglio 1825, ha per capoluogo la città di Mala.